# (505361) 2013 EV126
(505361) 2013 EV126 es un asteroide que forma parte del cinturón interior de asteroides, más concretamente al grupo de Hungaria, descubierto el 3 de marzo de 2013 por el equipo del Spacewatch desde el Observatorio Nacional de Kitt Peak, Arizona, Estados Unidos.

## Designación y nombre
Designado provisionalmente como 2013 EV126.

## Características orbitales
2013 EV126 está situado a una distancia media del Sol de 1,946 ua, pudiendo alejarse hasta 2,138 ua y acercarse hasta 1,753 ua. Su excentricidad es 0,099 y la inclinación orbital 21,892 grados. Emplea 991,19 días en completar una órbita alrededor del Sol.

## Características físicas
La magnitud absoluta de 2013 EV126 es 18,33. 